# Laika Entertainment
Laika Entertainment — американська анімаційна студія, що спеціалізується на створенні повнометражних та короткометражних фільмів з ляльковою анімацією з застосуванням технології стоп-кадру. Вона відома насамперед своїми повнометражними мультиплікаційними фільмами такими як: Кораліна в країні кошмарів, Паранорман і Сімейка монстрів. 
Laika була заснована в 2005 році. Гроші на створення студії були виділені Філом Найтом — одним із співзасновників компанії Найк (Nike), а його син зайняв місце виконавчого директора студії. 
Компанія має два підрозділи: Laika Entertainment (для художніх фільмів) і Laika /house (для комерційного контенту). Лайка виділилась від комерційного спрямування в липні 2014 року, аби зосередитися винятково на повнометражній кінопродукції. Новий незалежний комерційний підрозділ отримав назву House Special. 
Штаб-квартира студії знаходиться в місті Гіллсборо, штат Орегон.
Першочергово компанія планувала займатись створенням як фільмів з використанням комп'ютерної графіки, так і лялькових фільмів. Проте вже в 2008 році більша частина співробітників студії були розпущені, прямо перед прем'єрою їх першого повнометражного фільму Кораліна в країні кошмарів. Випущений в 2009 році, ляльковий мультфільм відразу ж удостоївся нагороди Оскар в номінації найкращий анімаційний повнометражний фільм. І до кінця 2009 року студією було прийнято рішення розпустити відділ комп'ютерної графіки, щоб зосередитися на випуску лялькових повнометражних картин з використанням технології стоп-кадру.
У 2012 році студія випустила свій другий повнометражний ляльковий фільм Паранорман.

## Фільмографія
- 2005 — They Might Be Giants - Bastard Wants To Hit Me[1][2][3]
- 2005 — Місячна дівчинка / Moongirl
- 2005 — Труп нареченої / Corpse Bride
- 2009 — Кораліна / Coraline
- 2012 — Паранорман / ParaNorman
- 2014 — Сімейка монстрів / The Boxtrolls
- 2016 — Кубо і легенда самурая / Kubo and the Two Strings
- 2019 — Містер Лінк: Загублена ланка еволюції / Missing Link
- 2025 — The Thrifting
- 2026 — Дикий ліс / Wildwood